# Salles-Curan
Salles-Curan  é uma comuna francesa na região administrativa de Occitânia, no departamento de Aveyron. Estende-se por uma área de 93,9 km². Em 2010 a comuna tinha 1 054 habitantes (densidade: 11,2 hab./km²).